# Клей (округ, Айова)
Шаблон:StateAbbr_ 43°04′51″ пн. ш. 95°08′58″ зх. д. / 43.080833333333° пн. ш. 95.149444444444° зх. д.
Округ Клей (англ. Clay County) — округ (графство) у штаті Айова, США. Ідентифікатор округу 19041.

## Історія
Округ утворений 1851 року.

## Демографія
За даними перепису
2000 року
загальне населення округу становило 17372 осіб, зокрема міського населення було 10927, а сільського — 6445.
Серед мешканців округу чоловіків було 8385, а жінок — 8987. В окрузі було 7259 домогосподарств, 4774 родин, які мешкали в 7828 будинках.
Середній розмір родини становив 2,92.
Віковий розподіл населення поданий у таблиці:
| Стать    | До 15 років | 15-21 | 22-29 | 30-39 | 40-49 | 50-65 | 65-85 | Понад 85 |
| -------- | ----------- | ----- | ----- | ----- | ----- | ----- | ----- | -------- |
| Чоловіки | 1754        | 820   | 780   | 1126  | 1433  | 1238  | 1108  | 126      |
| Жінки    | 1726        | 777   | 772   | 1123  | 1392  | 1307  | 1534  | 356      |

## Суміжні округи
- Дікінсон — північ
- Пало-Альто — схід
- Буена-Віста — південь
- О'Браєн — захід

## Виноски
1. ↑  U.S. Decennial Census. United States Census Bureau. Архів оригіналу за 26 квітня 2015. Процитовано 14 липня 2014.
2. ↑  Historical Census Browser. University of Virginia Library. Архів оригіналу за 11 Серпня 2012. Процитовано 14 липня 2014.
3. ↑  Population of Counties by Decennial Census: 1900 to 1990. United States Census Bureau. Архів оригіналу за 22 Квітня 2014. Процитовано 14 липня 2014.
4. ↑  Census 2000 PHC-T-4. Ranking Tables for Counties: 1990 and 2000 (PDF). United States Census Bureau. Архів оригіналу (PDF) за 18 Грудня 2014. Процитовано 14 липня 2014.
5. ↑  State & County QuickFacts. United States Census Bureau. Архів оригіналу за 21 лютого 2016. Процитовано 14 липня 2014.(англ.) Наведено за англійською вікіпедією.
6. ↑  American FactFinder. Бюро перепису населення США. Архів оригіналу за 29 липня 2011. Процитовано 31 січня 2008.

| США | Це незавершена стаття з географії США. Ви можете допомогти проєкту, виправивши або дописавши її. |